# Wolfgang König (Mathematiker)
Wolfgang Dieter König (* 22. Juli 1965 in Berlin) ist ein deutscher Mathematiker und Hochschullehrer.

## Leben
König ging von 1971 bis 1983 in Berlin zur Schule. Er schloss seine Schulzeit 1983 mit dem Abitur ab. 1984 begann er ein Studium der Mathematik und Informatik an der Technischen Universität Berlin (TUB), das er 1989 mit dem Diplom beendete. Von 1989 bis 1990 nahm er Lehraufträge an der Berliner Hochschule für Technik wahr und arbeitete als wissenschaftlicher Assistent an der TUB. Von 1990 bis 1994 ging er als wissenschaftlicher Assistent an die Universität Zürich, wo er 1994 bei Erwin Bolthausen und Alain-Sol Sznitman promovierte mit einer Arbeit zum Thema Asymptotics for a One-dimensional Discrete Polymer Measure. Von 1994 bis 1995 setzte er seine Studien mit einem Postdoc-Stipendium des Hausdorff Center for Mathematics an der Radboud-Universität Nijmegen fort. Er war von 1995 bis 2003 Hochschulassistent an der TUB. Im Jahr 2000 habilitierte er sich dort mit einer Arbeit zum Thema Self-repellent and self-attractive path measures in statistical physics. Gutachter waren Michiel van den Berg, Jean-Dominique Deuschel und Gérard Ben Arous. Von 2003 bis 2004 war er Heisenberg-Stipendiat an der TUB.
Von 2004 bis 2009 arbeitete König als Professor für Stochastische Prozesse an der Universität Leipzig. Seit 2009 ist er Professor für Wahrscheinlichkeitstheorie an der TUB und Forschungsgruppenleiter am Weierstraß-Institut für Angewandte Analysis und Stochastik (WIAS) für die Forschungsgruppe Stochastische Systeme mit Wechselwirkung. 2015 fungierte König zusammen mit Alexander Mielke als bevollmächtigter Vertreter des Direktors des WIAS.

## Forschungsinteressen
König forscht auf den Gebieten der Wahrscheinlichkeitstheorie, der Komplexitätstheorie, der Stochastischen Differentialgleichungen und der Stochastischen Systeme in der Physik und der Biologie. Er untersucht probabilistische Strukturen in der Evolution und wendet die probabilistische Methode auf Kommunikationssysteme mit beweglichen End- und Verbindungsstellen an.
König wirkte als Antragsteller, als leitender und als beteiligter Wissenschaftler an mehreren von der Deutschen Forschungsgemeinschaft (DFG) geförderten Projekten mit, darunter
- 2000–2009: Analysis, Geometrie und ihre Verbindung zu den Naturwissenschaften
- 2002–2004: Große Abweichungen für Brownsche Überschneidungslokalzeiten und Aufenthaltsmaße
- 2002–2005: Asymptotische Analyse der Abweichungen einer zufälligen Irrfahrt in zufälliger Szenerie von ihrem üblichen Verhalten
- 2004: Probabilistische Interpretation der Gross-Pitaevskii-Theorie
- 2006–2010: Intermittency phenomena in random media
- 2006–2010: Many-body systems, interacting brownian motions, and functional integrals
- 2006–2014: Analysis and stochastics in complex physical systems
- 2009–2013: Systems with many degrees of freedom: probalistic and constructive field theory methods
- 2012–2017: Stochastische Analysis mit Anwendungen in Biologie, Finanzen und Physik
- 2012–2021: Verzweigungsprozesse in zufälligem Medium und ihre Anwendungen in Populationsgenetik
- 2014–2018: Zufälliger Massenfluss durch zufälliges Potential
- 2014–2022: Stochastische, räumliche, koagulierende Teilchenprozesse
- 2016–2023: Singuläre SPDEs: Approximation und statistische Eigenschaften
- seit 2020: Räumliche Koagulation und Gelation
- seit 2020: Die statistische Mechanik des Interlacement-Punktprozesses
- seit 2020: Zufällige geometrische Systeme
- seit 2020: Stochastische Analysis in Interaktion[7]

König hat mehr als 100 Publikationen verfasst. Sein h-Index liegt bei 25.

## Gastaufenthalte, Vertretungen
König nahm mehrere Gastaufenthalte und Vertretungen wahr, darunter
- 1998–1999: einen Lehrauftrag an der York University in Toronto
- 2000–2001: eine Postdoc-Stelle am Basic Research Institute für Mathematik bei Hewlett-Packard in Bristol, England
- 2002–2003: eine Vertretungsprofessur für Mathematische Statistik an der Universität zu Köln[1]

## Vorlesungen
König hält Vorlesungen und Seminare zu vielen mathematischen Themen, darunter Mathematik, Wahrscheinlichkeitstheorie, Lineare Algebra, Geometrie, Stochastik, Statistik, Stochastische Algorithmen, Gewöhnliche Differentialgleichungen, Probabilistische Methode, Theorie der großen Abweichungen, Stochastische Prozesse, Analysis, mathematische statistische Mechanik, Zufallsmatrizen, Maß- und Integrationstheorie, probabilistische Potentialtheorie, Extremwerttheorie und Punktprozesse, Zufällige Kommunikationsnetzwerke, Theorie der Markow-Ketten, Probabilistische Methode in der Telekommunikation.

## Veröffentlichungen (Auswahl)
- Große Abweichungen. Techniken und Anwendungen, Mathematik Kompakt, 2020, ISBN 978-3-030-52777-8
- Mit Benedikt Jahnel: Probabilistic Methods in Telecommunications, Compact Textbooks in Mathematics, 2020, ISBN 978-3-030-36089-4
- Mit Jürgen Sprekels: Karl Weierstraß (1815–1897). Aspekte seines Lebens und Werkes. Springer 2016, ISBN 978-3-658-10618-8
- The parabolic Anderson model. Random walk in random potential, Birkhäuser, 2016, ISBN 978-3-319-33595-7
- Mathematics and Society, EMS Publishing House, 2016, ISBN 978-3037191644
- Mit anderen: Probability and Analysis in Interacting Physical Systems, Springer Proceedings in Mathematics & Statistics book series, 2016, ISBN 978-3-030-15337-3
- Mit anderen: Mathematical Results in Quantum Mechanics, World Scientific, 2015, ISBN 978-9814618137
- Mit anderen: Probability in Complex Physical Systems, Springer, 2012, ISBN 978-3-642-23810-9